# تامر الشهاوي
تامر رجاء محمود الشهاوي، من مواليد 1969 عضو مجلس النواب المصري، خريج الكلية الحربية سنة 1990، عضو لجنة الدفاع والامن القومي.

## الأوسمة والميداليات

### أثناء الخدمة العسكرية
- ميدالية الخدمة الطويلة والقدوة الحسنة 2010.[4][5]